# Asandros (bosporanischer König)
Asandros (altgriechisch Ἄσανδρος Ásandros; * um 109 v. Chr.; † um 16 v. Chr.) war von 47 bis etwa 16 v. Chr. König des bosporanischen Reichs.

## Leben
Über Asandros’ Leben bis 48 v. Chr. ist nichts bekannt. In diesem Jahr wurde er von Pharnakes II., dem Sohn des großen Römerfeindes Mithridates VI., zum Statthalter des bosporanischen Reichs eingesetzt, als Pharnakes selbst sich aufmachte, Caesar das ehemals seinem Vater gehörige Pontos sowie Bithynien streitig zu machen. Asandros erhob sich aber gegen Pharnakes während dessen Abwesenheit und hoffte – freilich vergeblich –, von den Römern als neuer König anerkannt zu werden. Pharnakes, der inzwischen Gnaeus Domitius Calvinus geschlagen und Amisos erobert hatte, erfuhr in Kleinasien von Asandros’ Revolte, konnte aber aufgrund von Caesars Anmarsch nichts dagegen unternehmen. Nach seiner Niederlage gegen den römischen Feldherrn in der Schlacht bei Zela (2. August 47 v. Chr. nach dem vorjulianischen Kalender = 21. Mai 47 v. Chr. nach dem julianischen Kalender) floh er in sein Land zurück, wurde jedoch von Asandros besiegt und fand den Tod. Im Auftrag Caesars versuchte nun Mithridates von Pergamon, sich das bosporanische Reich zu erobern, erlitt aber gegen Asandros ebenfalls eine Niederlage und verlor dabei wohl sein Leben. So konnte Asandros seine Rebellion mit der dauerhaften Etablierung seiner Herrschaft über das bosporanische Reich erfolgreich abschließen und vermählte sich, um seiner Machtergreifung einen legitimeren Anstrich zu geben, mit Pharnakes’ Tochter Dynamis.
Es sind mehrere von Asandros emittierte Münzen erhalten, die bis zu seinem 29. Regierungsjahr reichen und auf denen er sich seit dem 4. Regierungsjahr als König bezeichnet, welchen Titel er sich demnach wohl um 44 v. Chr. zugelegt haben dürfte. Zum Schutz gegen Einfälle von Nomadenstämmen ließ er eine Mauer quer über den Isthmos des taurischen Chersones errichten. Laut Pseudo-Lukian erkannte von römischer Seite erst Augustus die Herrschaft des Asandros an. Als Letzterer um 16 v. Chr. bereits ein hochbetagter Mann (angeblich 93 Jahre alt) war, revoltierte ein sich für einen Enkel Mithridates’ VI. ausgebender Scribonius gegen ihn. Asandros hungerte sich, nachdem seine Truppen zu dem Rebellen abgefallen waren, freiwillig zu Tode, woraufhin Scribonius sein – kurzzeitiger – Nachfolger wurde und sich mit seiner Gemahlin Dynamis vermählte.
Ein späterer König des bosporanischen Reichs, Aspourgos, war wohl ein Sohn des Asandros und der Dynamis.